# 山斑马国家公园
山斑马国家公园位于南非东开普省的国家公园，1937年宣布成立，旨在为濒危的海角山斑马提供自然保护区。
早在20世纪30年代，海角山斑马就遭受灭绝的威胁。受委托的国家公园董事会宣告利用17.12km²作为斑马保护区。公园的山斑马数量仅由5头公马和一头母马构成，不足以扩大数量。1950年，仅剩两头公马，临近的农民H L伦巴第捐赠的11头斑马改善了繁殖地。
1964年，公园内仅有25头斑马。这一时期，公园的面积增加到65.36km²，保罗·米绍向公园捐赠了6头斑马。从那时起，斑马的数量稳步上升至140头。1975年，西开普德胡普自然保护区再度引入斑马。
自1978年，将山斑马捕获搬迁至新栖息地成为 了公园日常管理的一部分。新近（2015年），公园的兽群数量超过700，每年平均迁入20种动物。这些年来，购得的农场使公园的面积增加到现在的284km²。

## 动物
公园地界内的哺乳类动物包括狞猫、南非水牛、黑犀、伊兰羚、白尾角马、赤狷羚、大羚羊和短角羚。2007年又引进了猎豹。2013年，迁入3头狮子。公园内建起了捕食者围栏以防附近农场的大型猎食者闯入，营地也同样建起了栅栏。

### 哺乳类动物

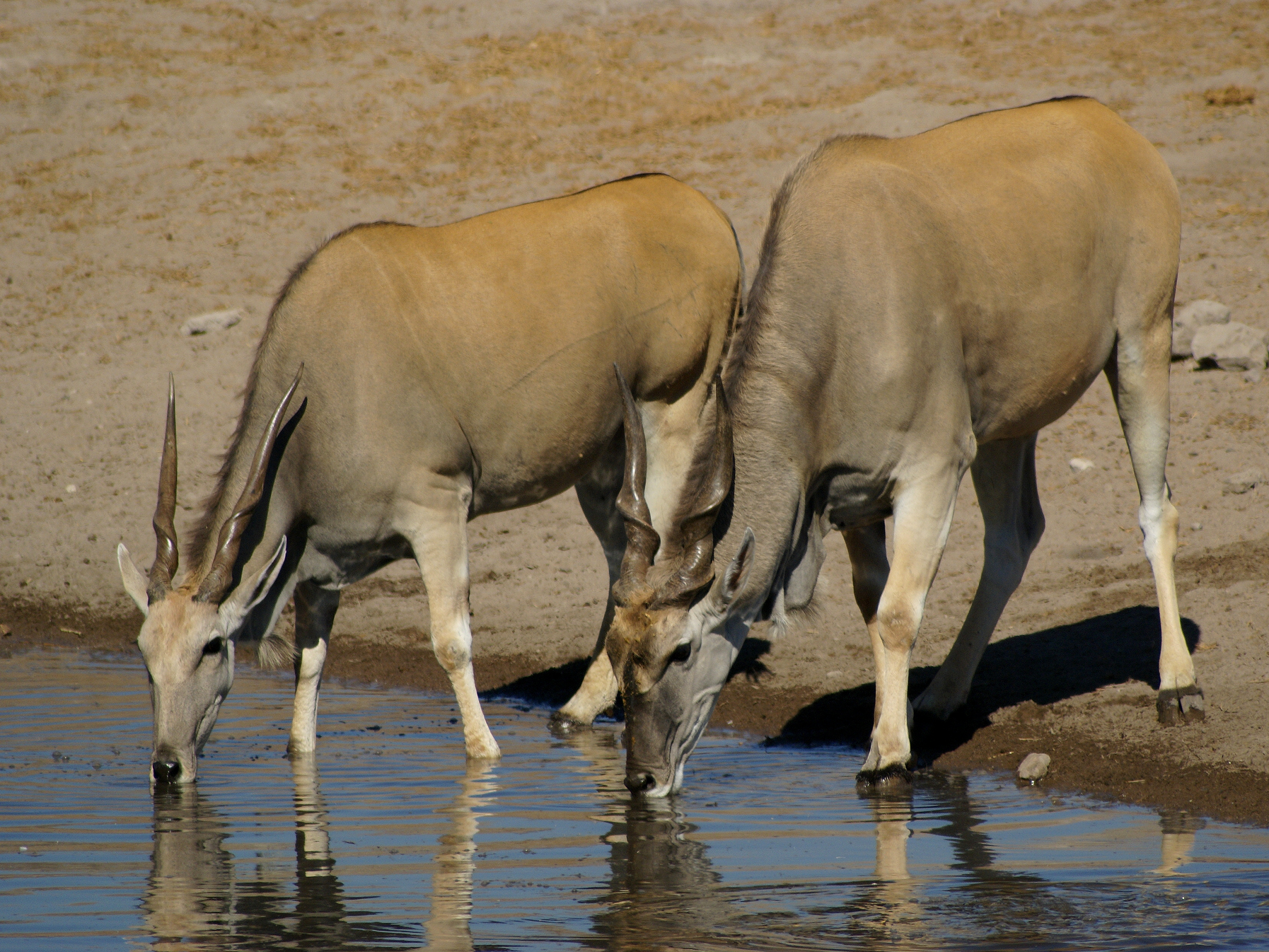
伊兰羚
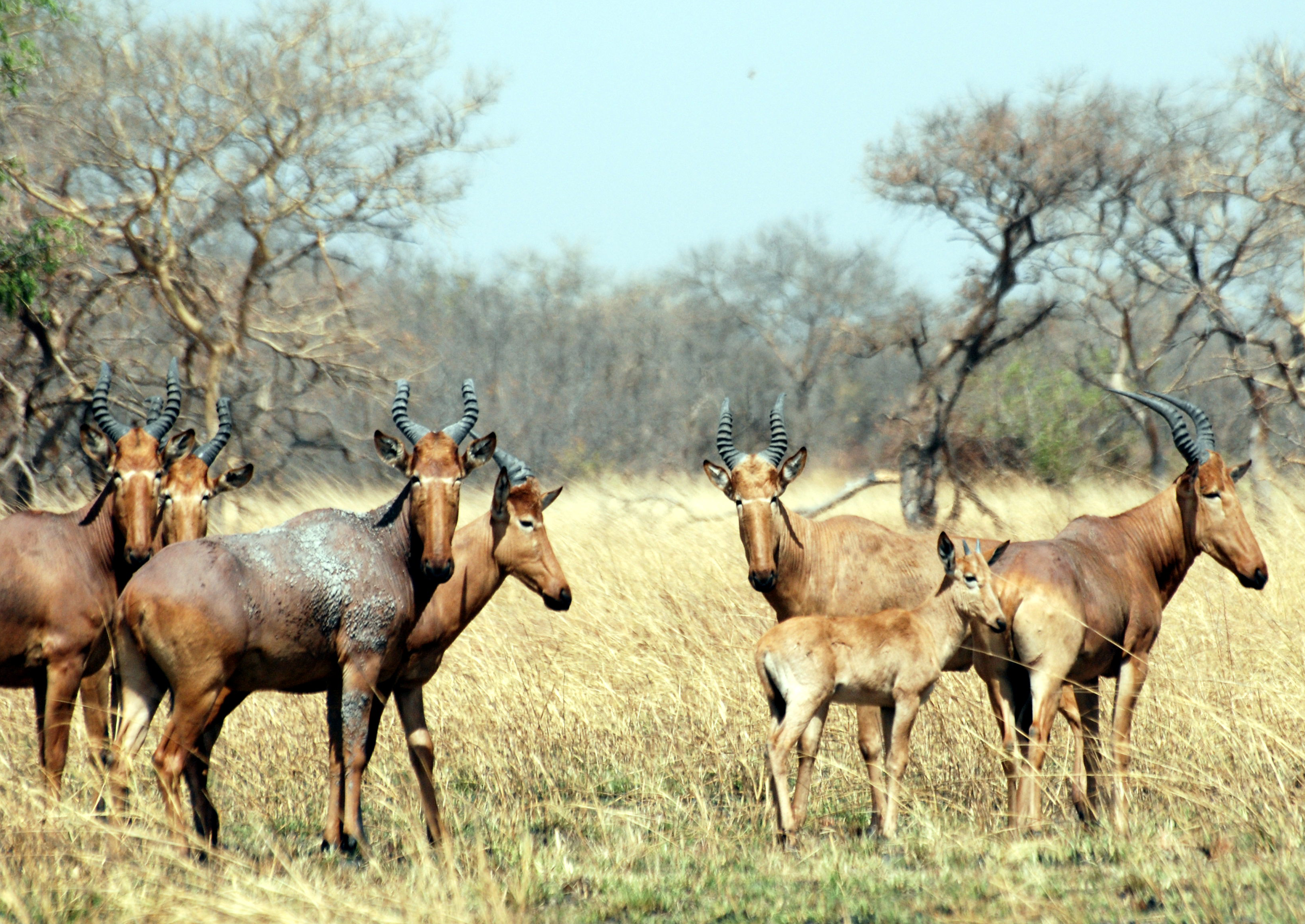
赤狷羚
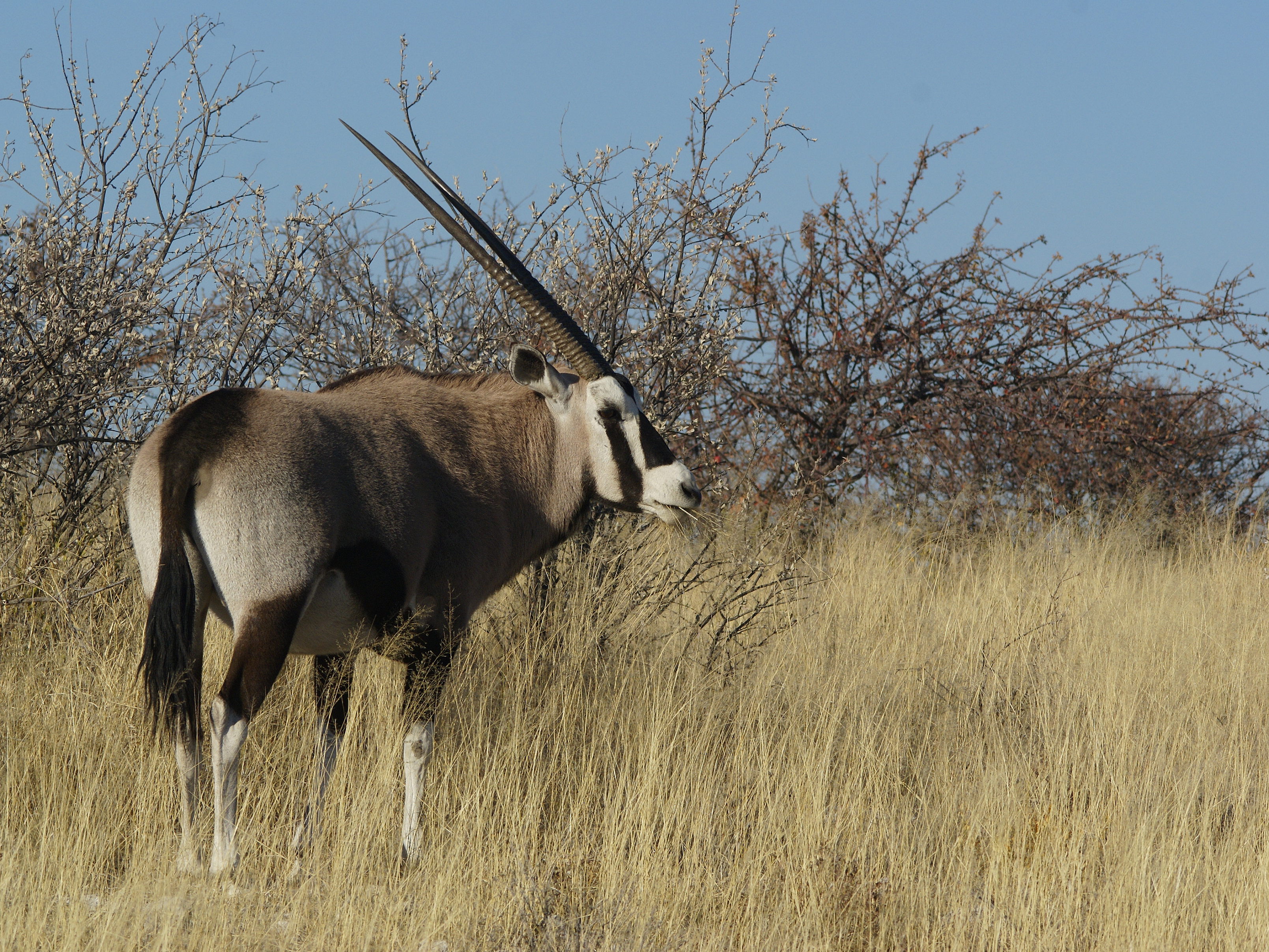
剑羚
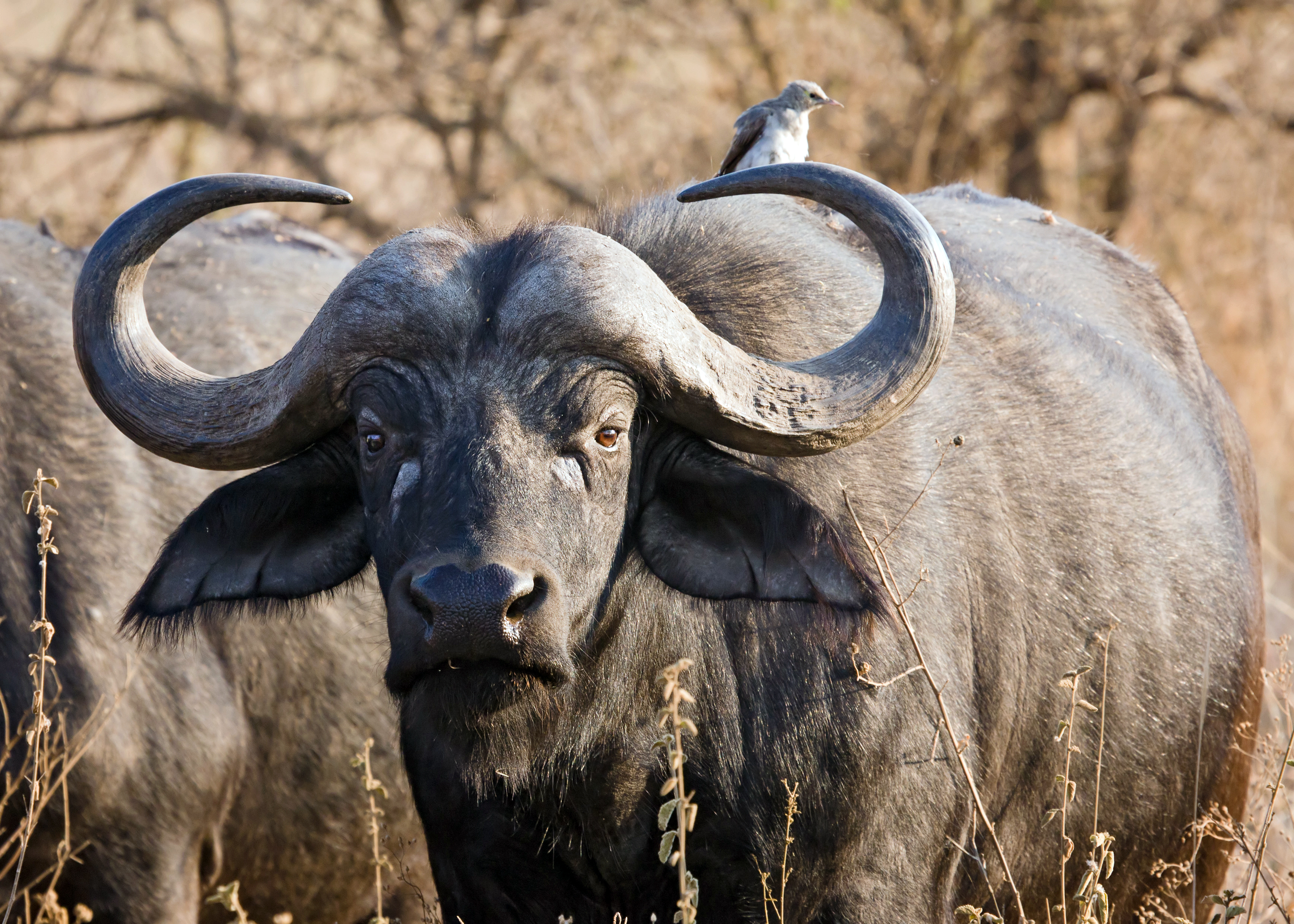
南非水牛
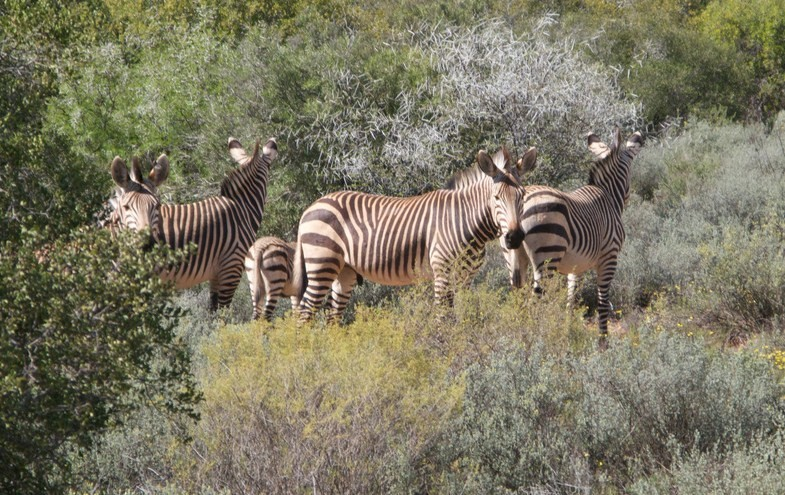
山斑马 harem
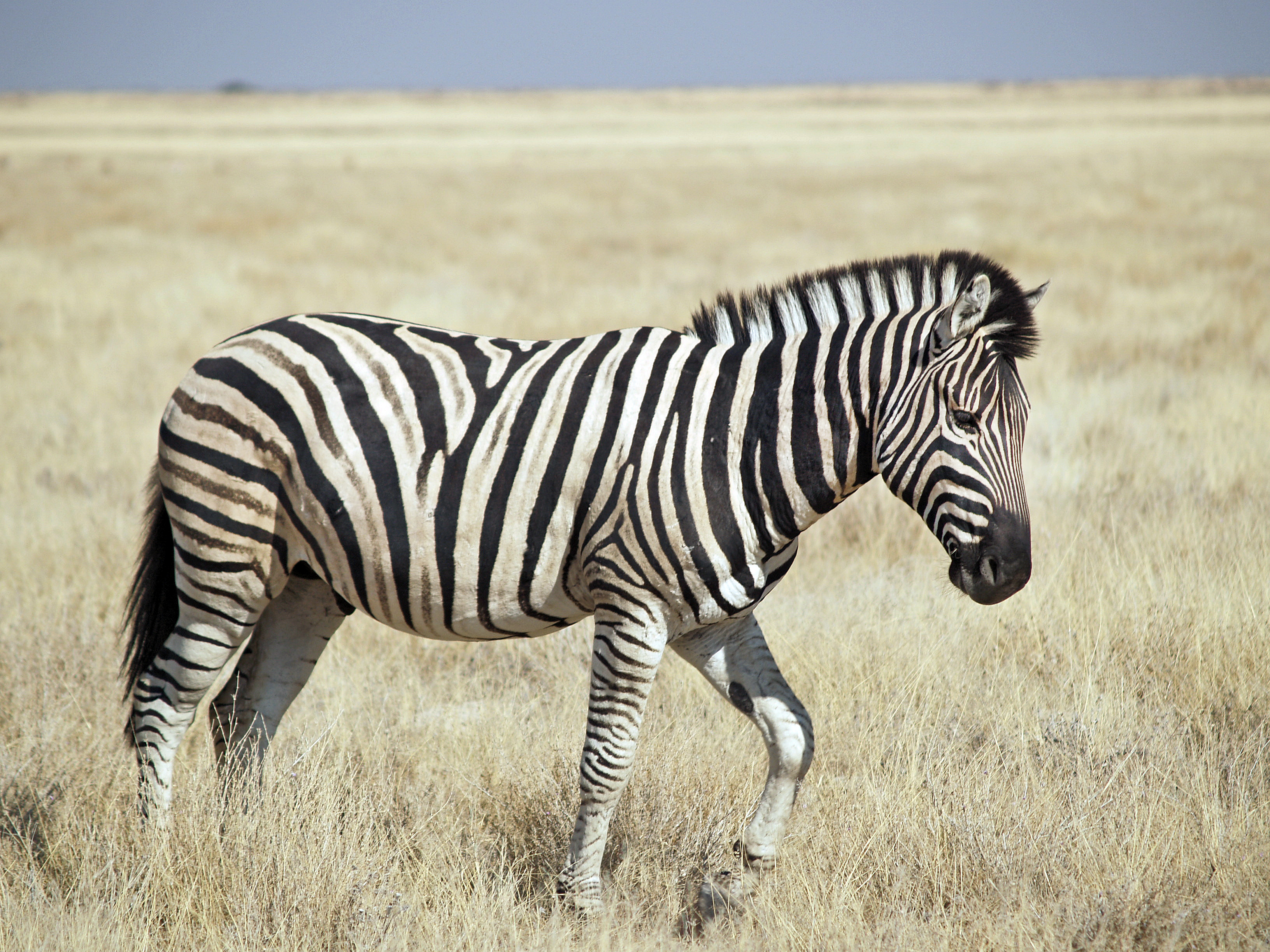
草原斑马
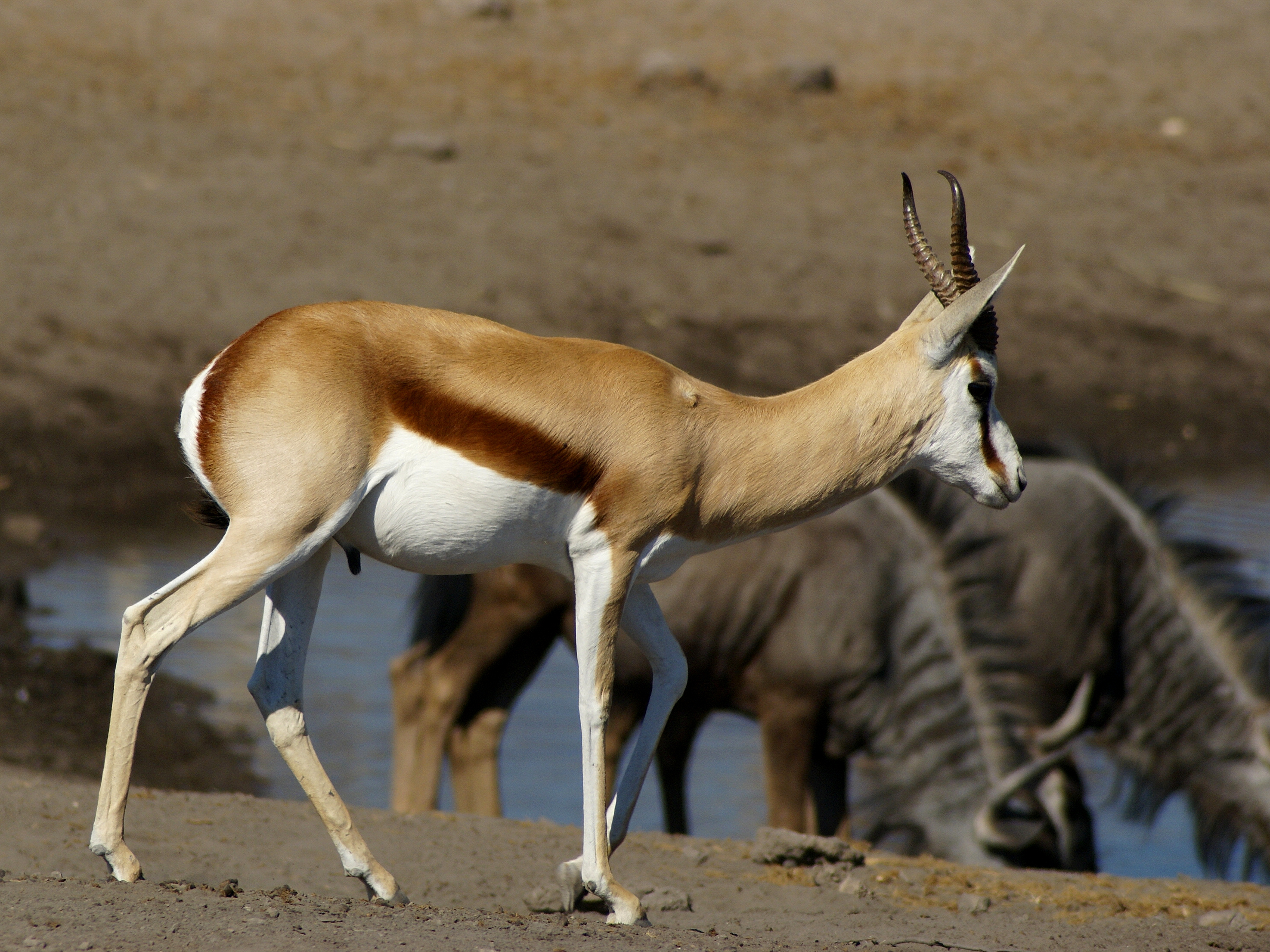
跳羚
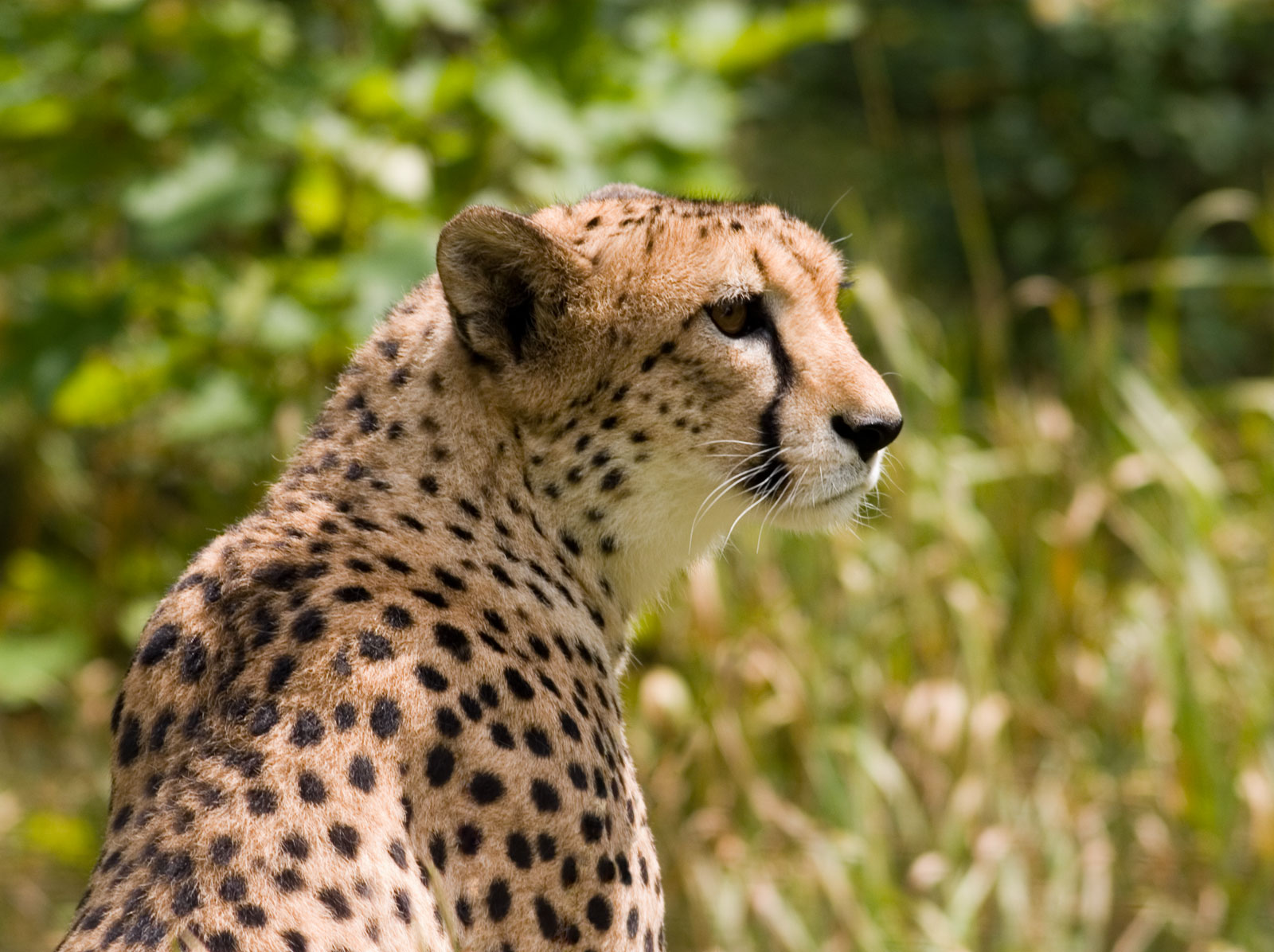
猎豹
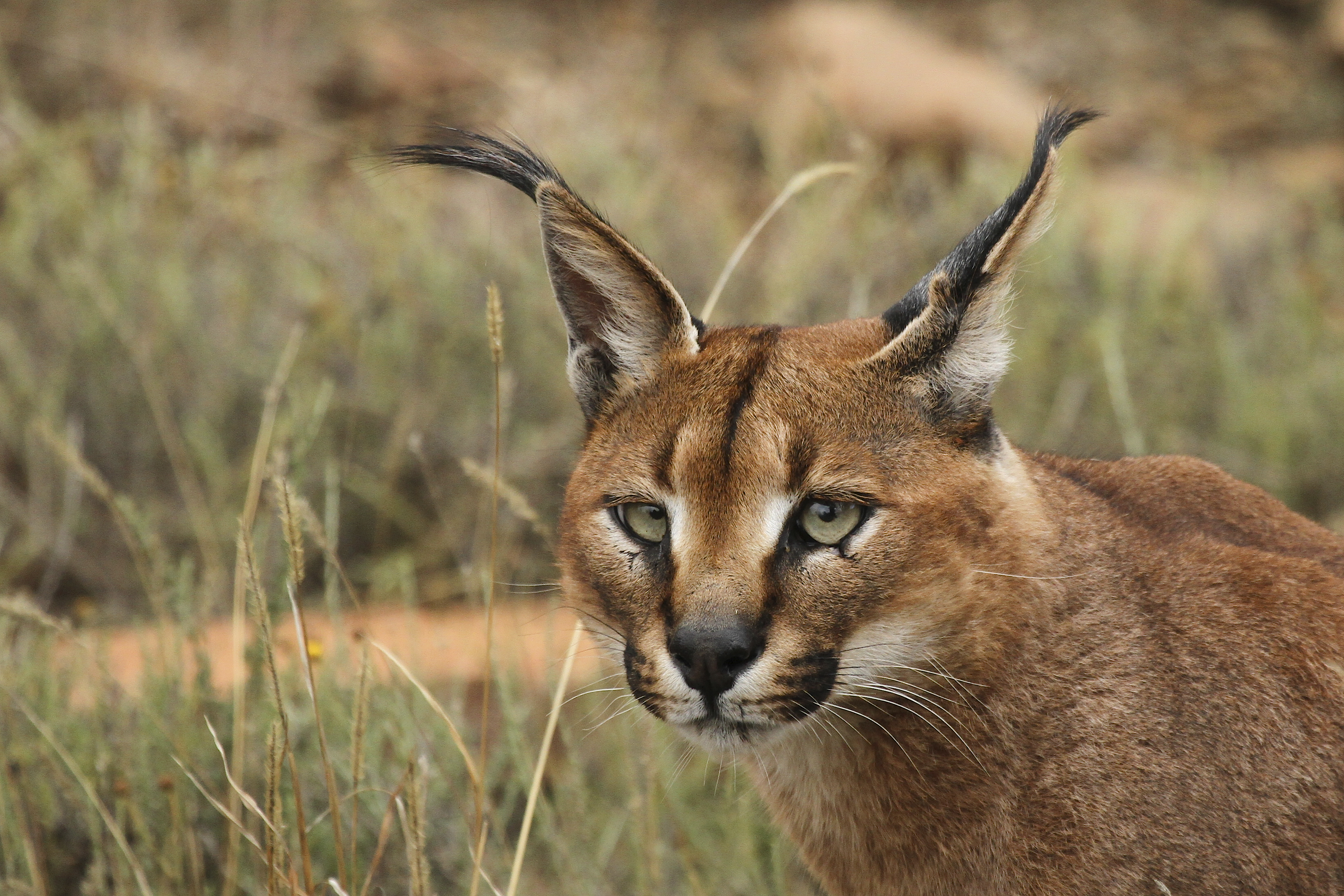
狞猫
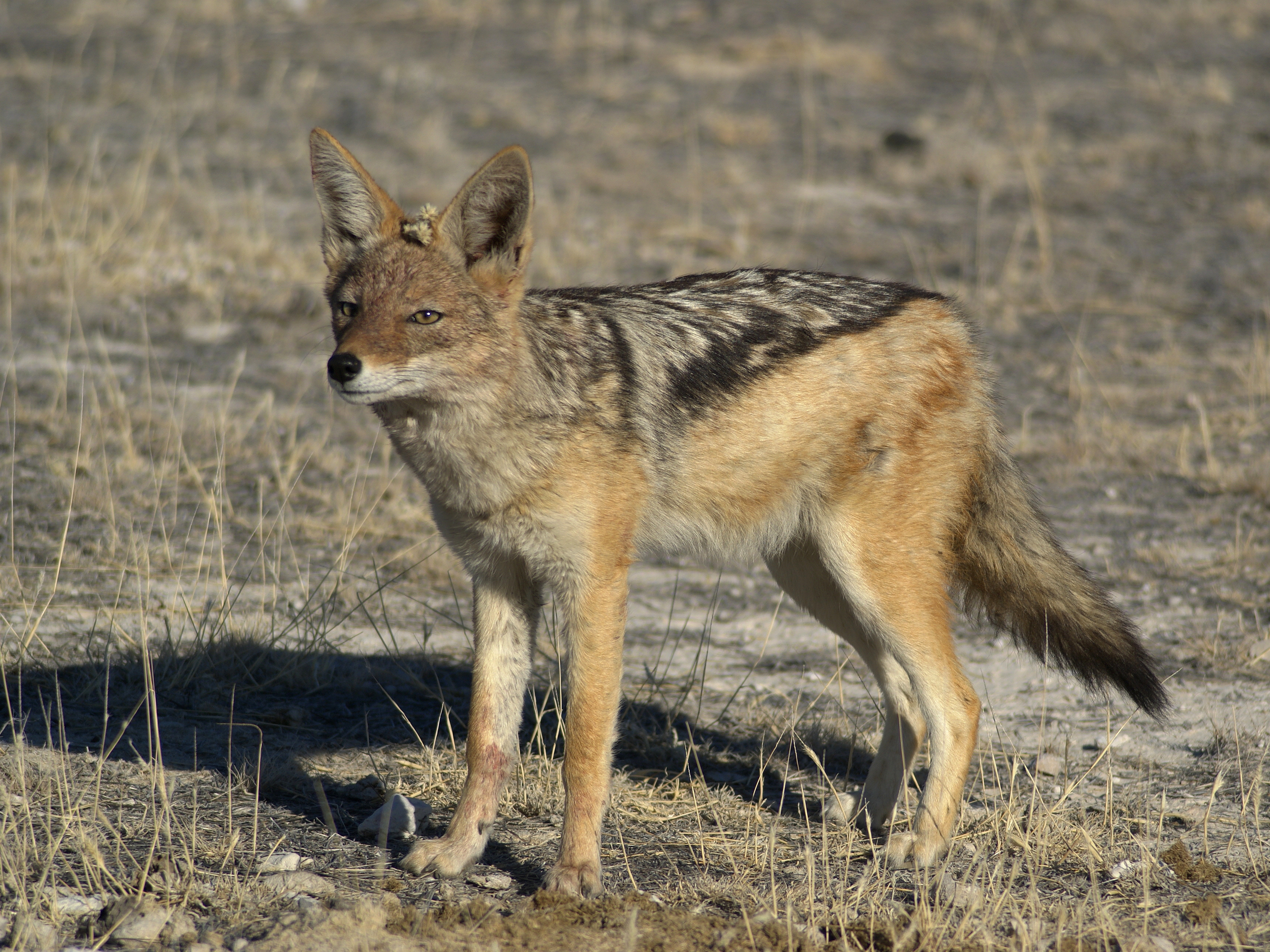
黑背胡狼
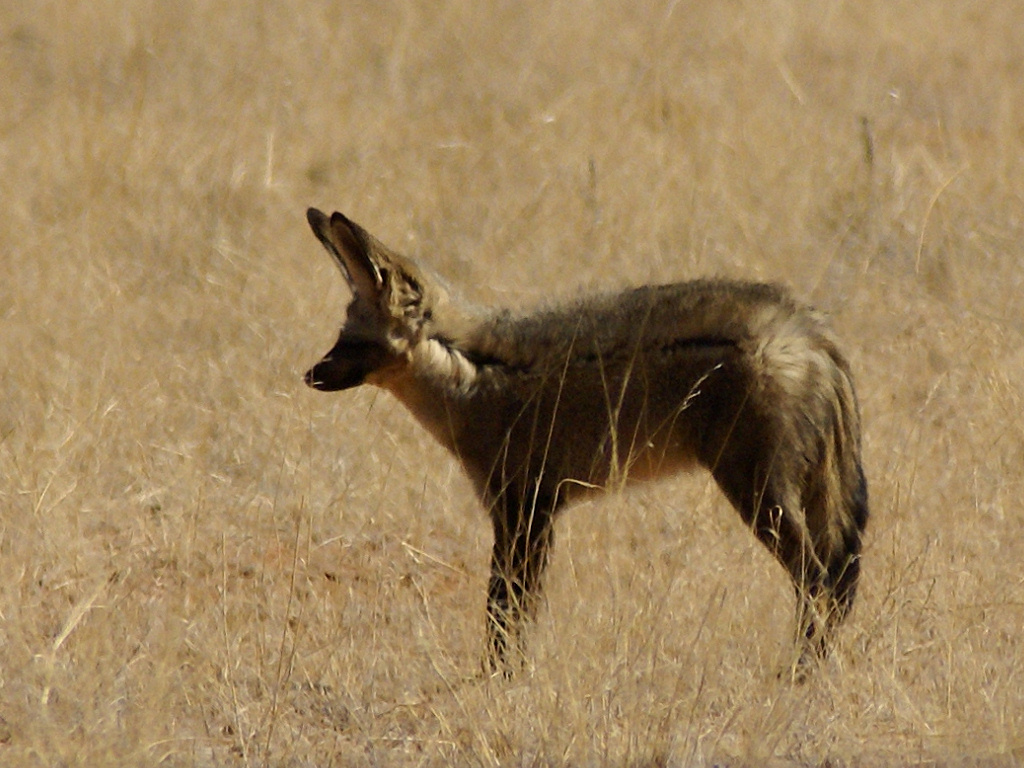
福耳狐
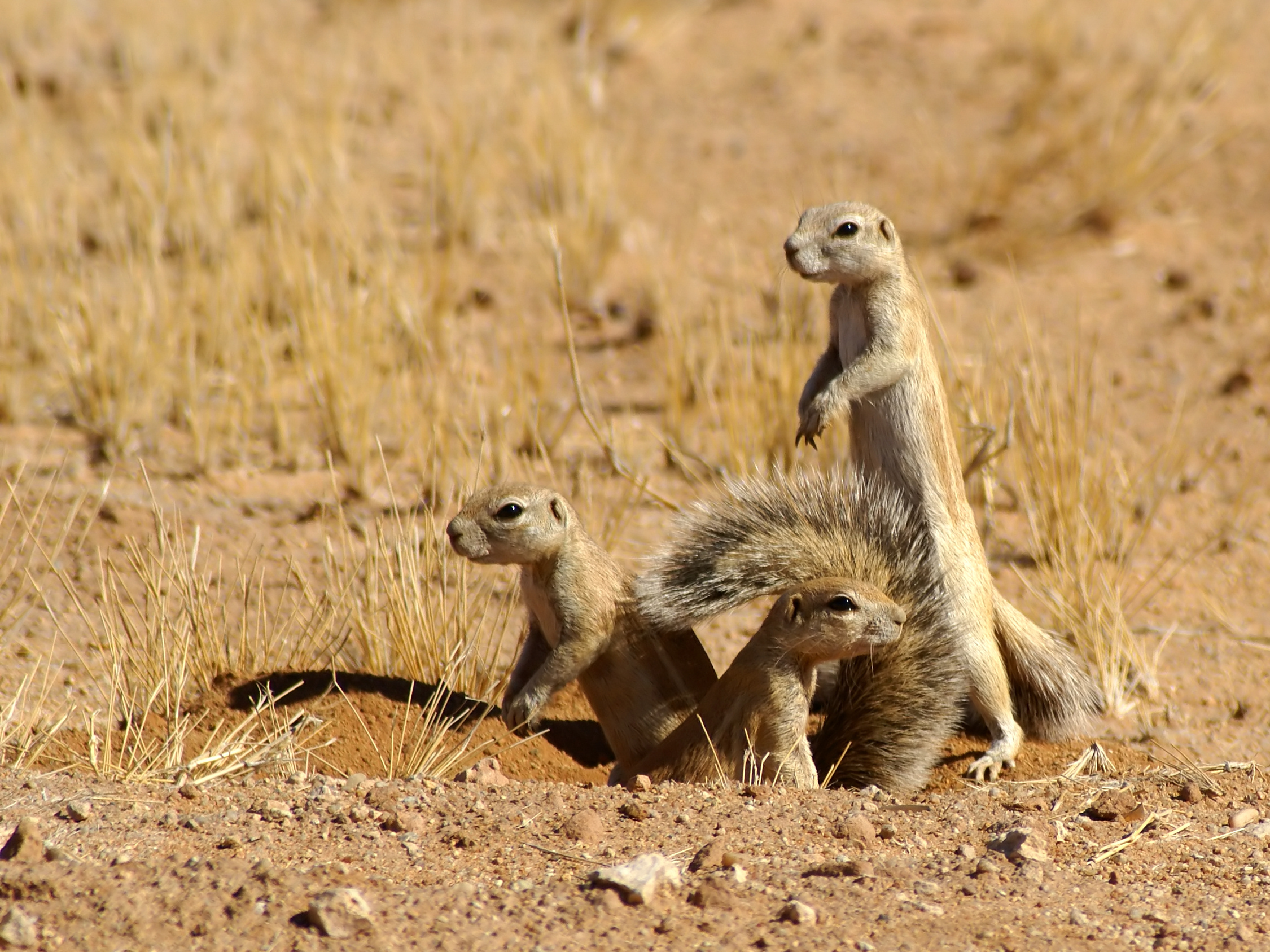
地松鼠

### 大型鸟类

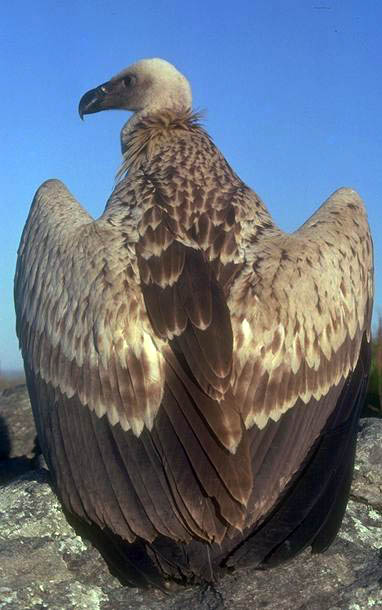
南非兀鹫
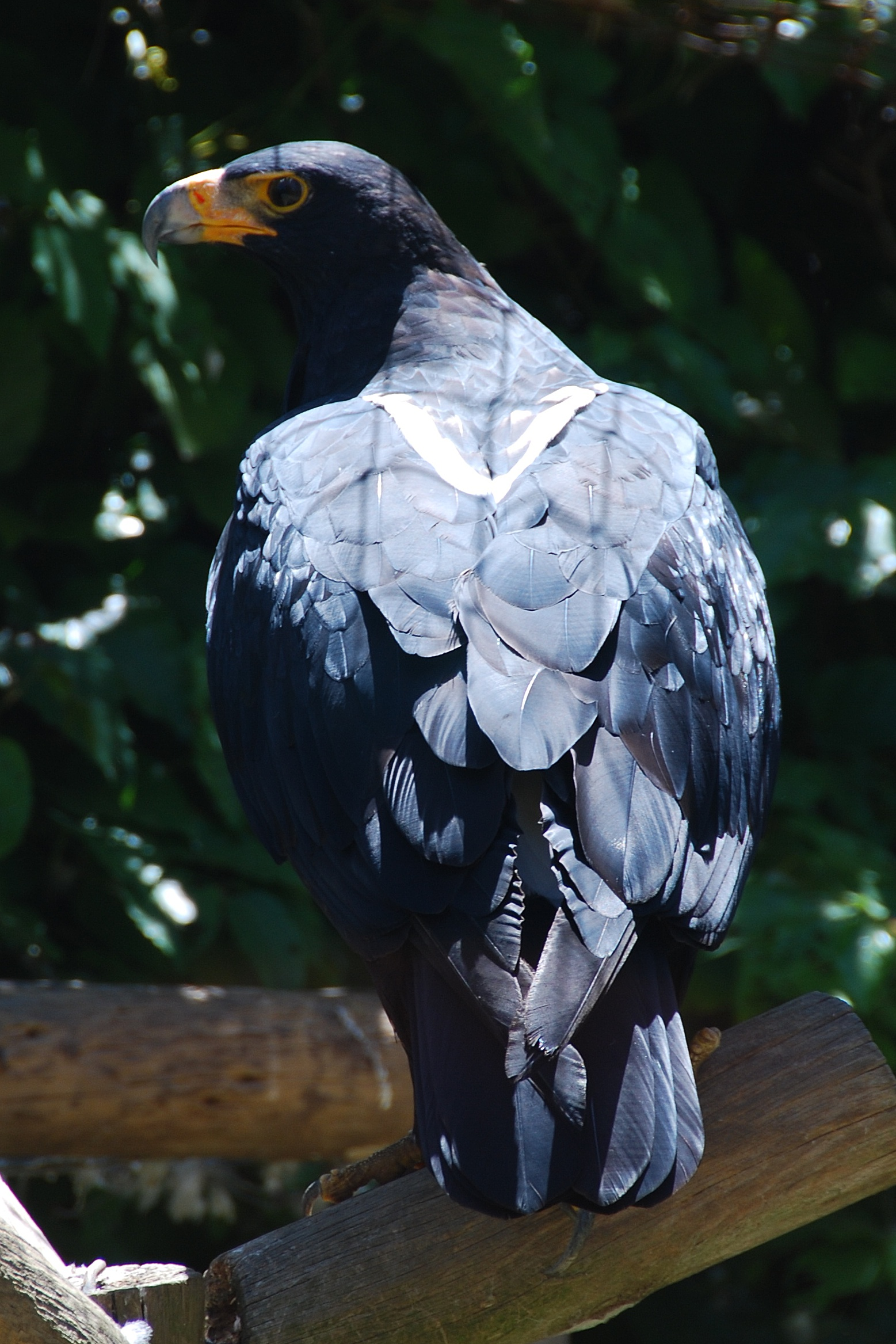
黑雕
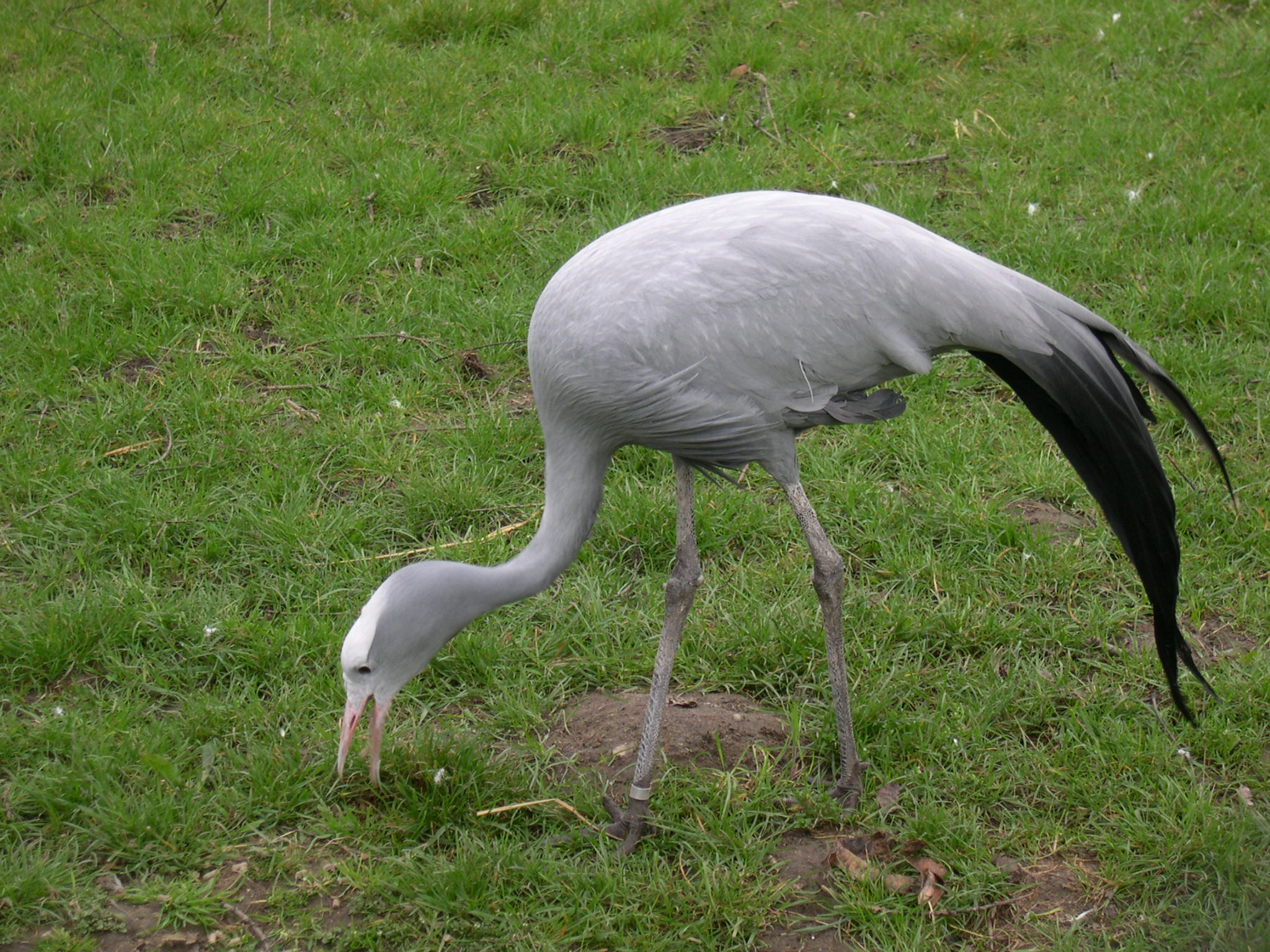
蓝鹤
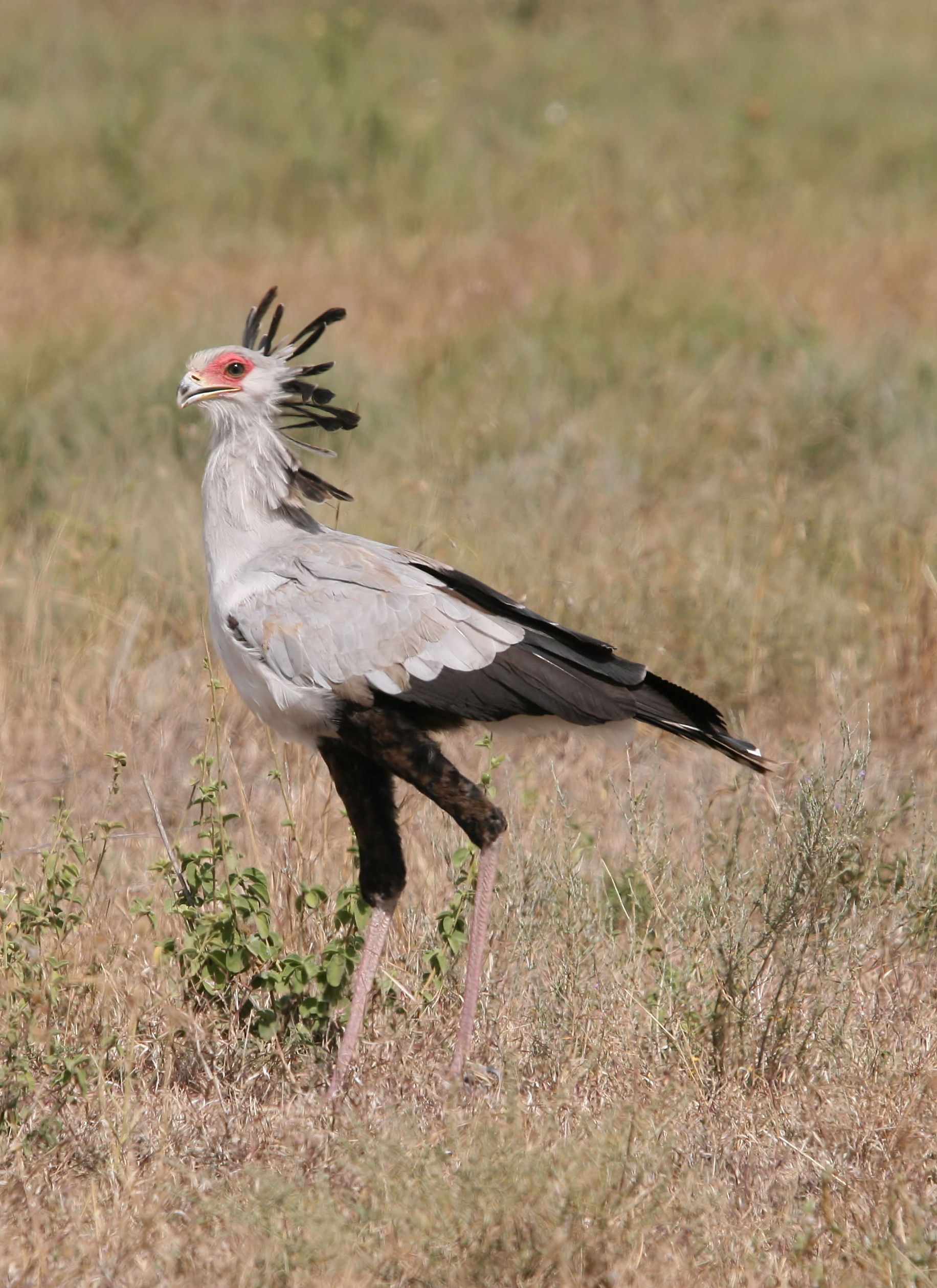
蛇鹫
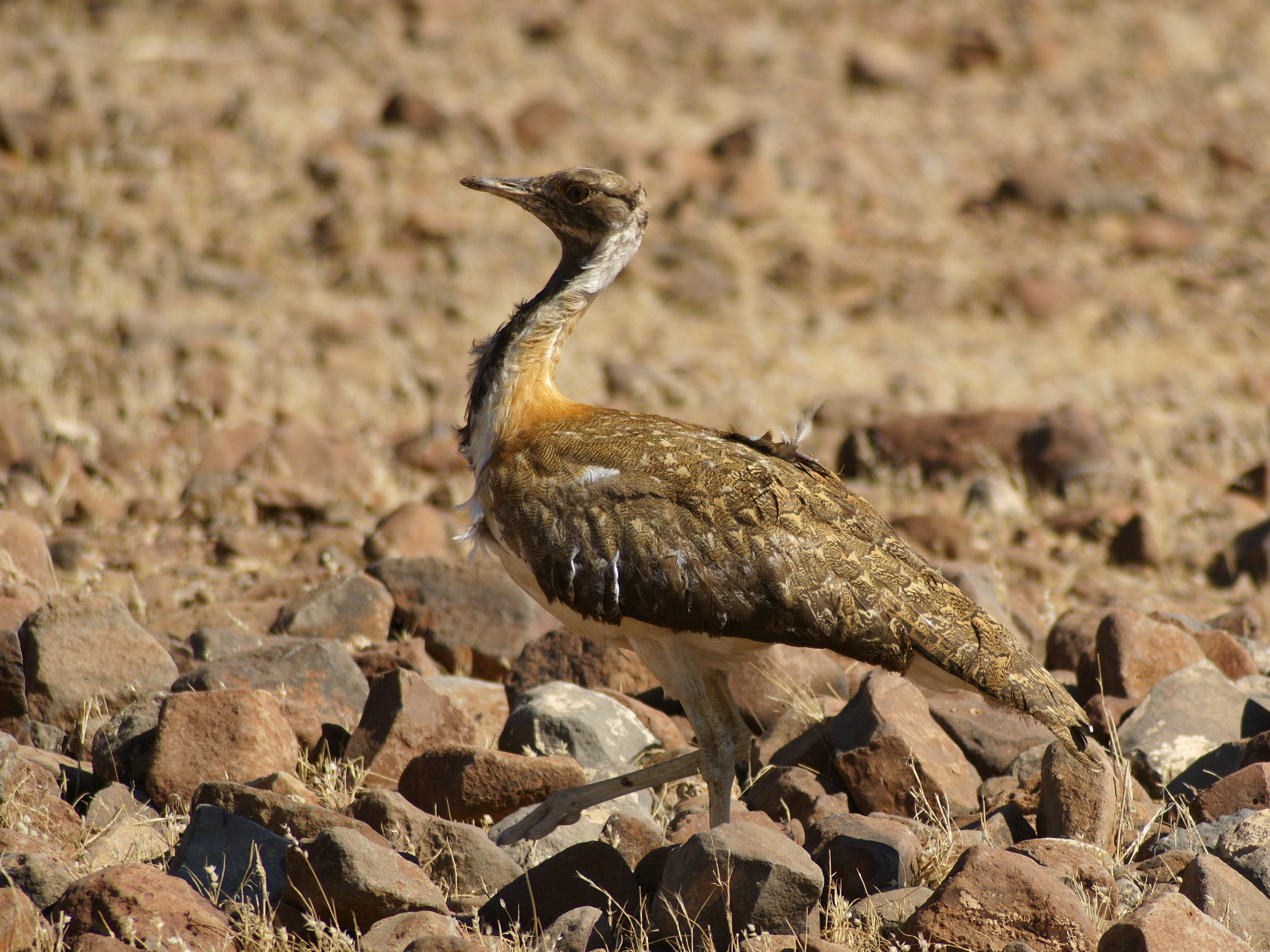
黑头鸨

## 植物
公园里树的品种有：

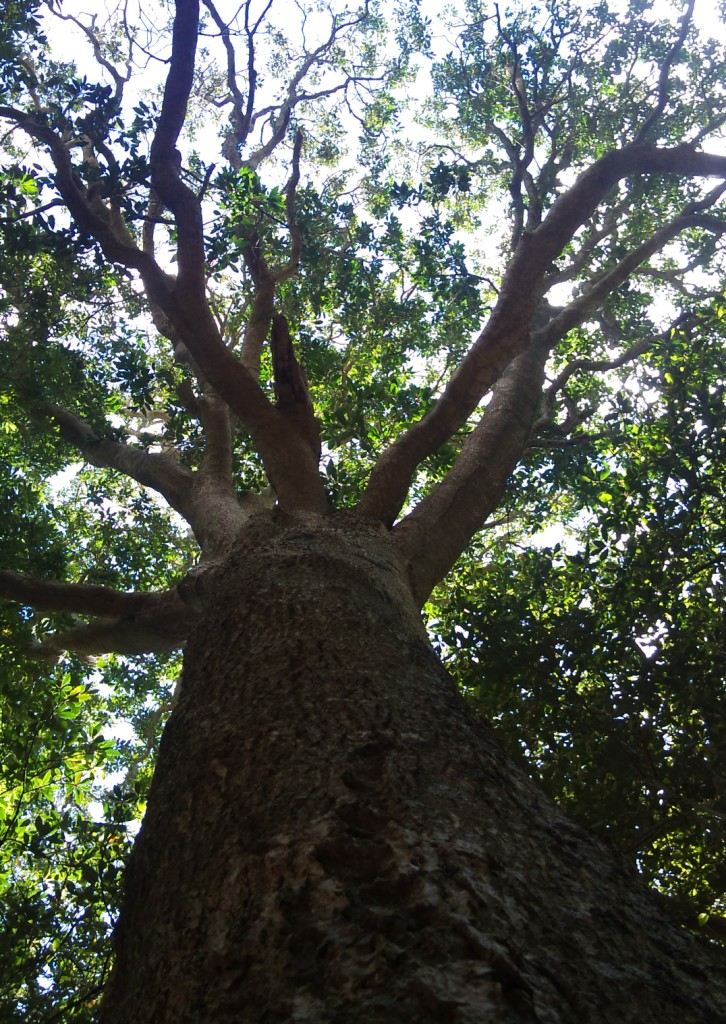
黑皮蜜花木，
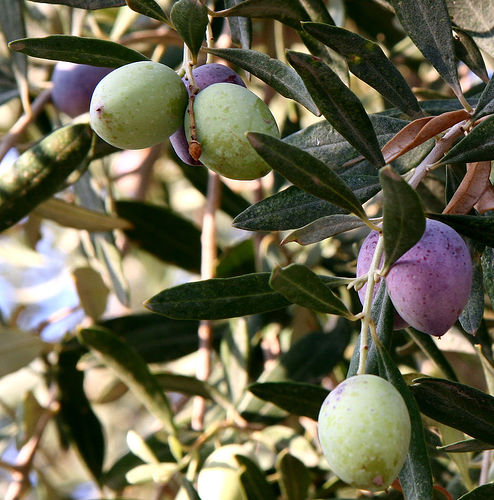
橄榄树,
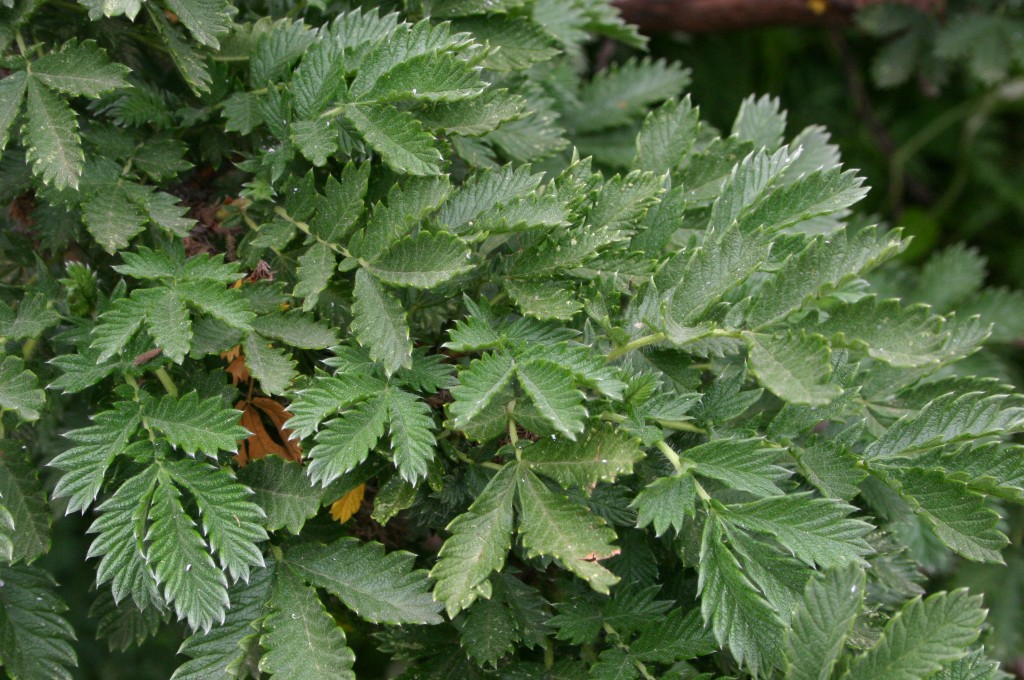
南树 ("Ouhout"),
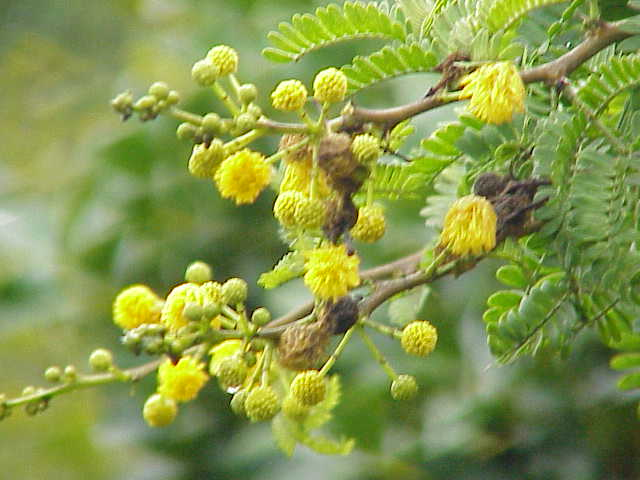
金合欢
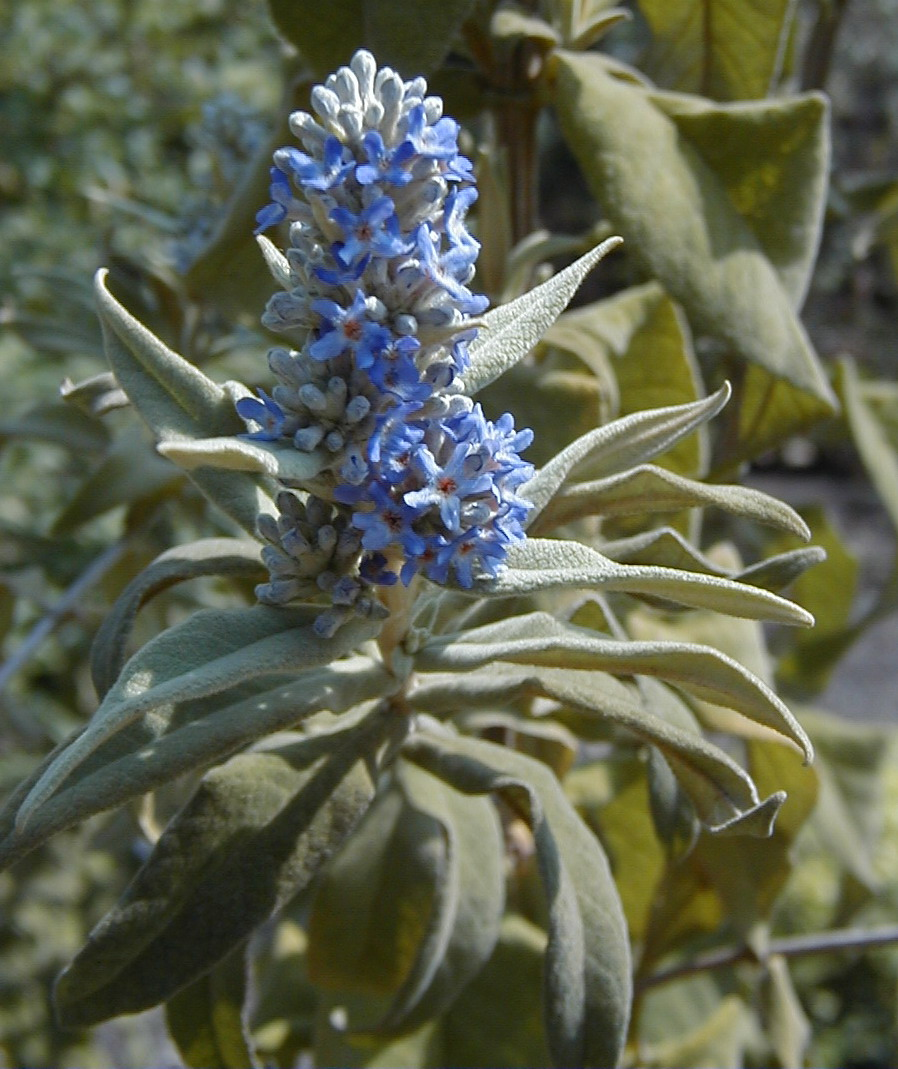
鼠尾草

## 旅游设施[3]
- 19栋家庭别墅，76张床（每栋别墅提供4个床位）。

- 1个游泳池（仅提供给酒店旅客）

- 1个拥有20个站点的营地，每个站点最大容纳6人。

- 每个营地的洗浴和厨房设施。

- 1个可招待6人的宾馆。

- 2个分别可容纳10人的隔夜小屋，徒步路线长近39km。